# 楔尾山蜂鸟
楔尾山蜂鸟（学名：Oreotrochilus adela），是雨燕目蜂鸟科的一种鸟类。
楔尾山蜂鸟体重约7.9克，翼长约65.4毫米，嘴峰长约32.3毫米，喙宽度约2.4毫米，喙厚度约2.4毫米，跗蹠长约8.4毫米，尾长约49.2毫米。楔尾山蜂鸟是部分迁徙的鸟类，其栖息在半开放的高大树木组成的森林中，食性为草食性，主要食物来源是植物的花蜜。
楔尾山蜂鸟分布于玻利维亚和邻近的阿根廷的安第斯山脉地区。该物种是单型物种，没有亚种分化。